# Niaux
Niaux, Nhaus [ɲaws] en occitan,  est une commune française située dans le centre du département de l'Ariège, en région Occitanie. Sur le plan historique et culturel, la commune fait partie du pays du Sabarthès, structuré par la haute vallée de l'Ariège en amont du pays de Foix avec Tarascon-sur-Ariège comme ville principale.
Exposée à un climat de montagne, elle est drainée par le Vicdessos et par divers autres petits cours d'eau. Incluse dans le parc naturel régional des Pyrénées ariégeoises, la commune possède un patrimoine naturel remarquable : deux sites Natura 2000 (les « quiès calcaires de Tarascon-sur-Ariège et grotte de la Petite Caougno » et les « quiès calcaires de Tarascon-sur-Ariège et grotte de la Petite Caougno »), un espace protégé (la « grotte de la Petite Caougno ») et trois zones naturelles d'intérêt écologique, faunistique et floristique.
Niaux est une commune rurale qui compte 151 habitants en 2022, après avoir connu un pic de population de 403 habitants en 1851. Ses habitants sont appelés les Niausiens ou Niausiennes.
Elle est célèbre pour sa grotte éponyme, site préhistorique orné du Magdalénien.
Le patrimoine architectural de la commune comprend un immeuble protégé au titre des monuments historiques : la grotte, classée en 1911.

## Géographie

### Localisation
La commune de Niaux se trouve dans le département de l'Ariège, en région Occitanie.
Elle se situe à 17 km à vol d'oiseau de Foix, préfecture du département, et à 4 km de Tarascon-sur-Ariège, bureau centralisateur du canton du Sabarthès dont dépend la commune depuis 2015 pour les élections départementales.
La commune fait en outre partie du bassin de vie de Tarascon-sur-Ariège.
Les communes les plus proches sont : 
Alliat (0,6 km), Génat (1,8 km), Capoulet-et-Junac (2,0 km), Lapège (2,1 km), Miglos (2,5 km), Ussat (3,1 km), Ornolac-Ussat-les-Bains (3,4 km), Quié (3,6 km).
Sur le plan historique et culturel, Niaux fait partie du pays du Sabarthès, structuré par la haute vallée de l'Ariège en amont du pays de Foix avec Tarascon-sur-Ariège comme ville principale.
Niaux est limitrophe de sept autres communes.
Les communes limitrophes sont Alliat, Capoulet-et-Junac, Larnat, Miglos, Ornolac-Ussat-les-Bains, Tarascon-sur-Ariège et Ussat.

### Superficie et relief
La superficie cadastrale de la commune publiée par l'INSEE est de 3,99 km2 (399 ha),. La superficie géographique, issue de la BD Topo, composante du Référentiel à grande échelle produit par l'IGN, est quant à elle de 3,95 km2. Son relief est particulièrement escarpé puisque la dénivelée maximale atteint 813 mètres. L'altitude varie entre 509 et 1 322 m.

### Géologie
La commune est située dans les Pyrénées, une chaîne montagneuse jeune, érigée durant l'ère tertiaire (il y a 40 millions d'années environ), en même temps que les Alpes. Les terrains affleurants sur le territoire communal sont constitués de roches sédimentaires datant du Mésozoïque, anciennement appelé Ère secondaire, qui s'étend de −252,2 à −66,0 Ma. La structure détaillée des couches affleurantes est décrite dans la feuille « n°1087 - Vicdessos » de la carte géologique harmonisée au 1/50 000ème du département de l'Ariège, et sa notice associée.

### Hydrographie

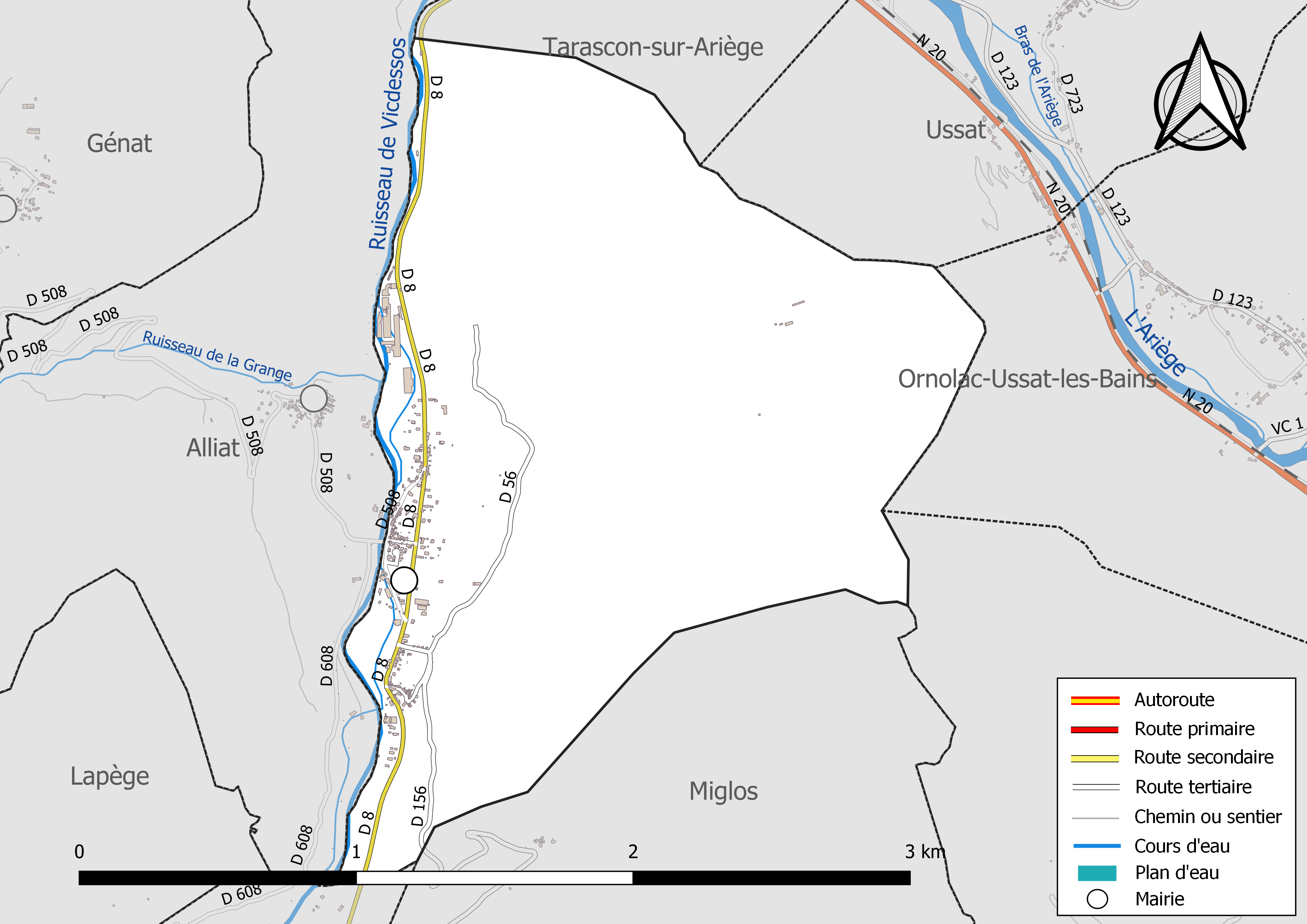
Réseaux hydrographique et routier de Niaux.

La commune est dans le bassin versant de la Garonne, au sein du bassin hydrographique Adour-Garonne. Elle est drainée par le Vicdessos, un bras du Ruisseau de Vicdessos, un bras du Ruisseau de Vicdessos et un bras du Ruisseau de Vicdessos, constituant un réseau hydrographique de 3 km de longueur totale,.
Le Vicdessos, d'une longueur totale de 36,8 km, prend sa source dans la commune d'Auzat et s'écoule du sud vers le nord. Il traverse la commune et se jette dans l'Ariège à Tarascon-sur-Ariège, après avoir traversé 8 communes.

### Climat
Pour des articles plus généraux, voir Climat de l'Occitanie et Climat de l'Ariège.
En 2010, le climat de la commune est de type climat des marges montargnardes, selon une étude s'appuyant sur une série de données couvrant la période 1971-2000. En 2020, Météo-France publie une typologie des climats de la France métropolitaine dans laquelle la commune est exposée à un climat de montagne et est dans la région climatique Pyrénées centrales, caractérisée par une pluviométrie annuelle de 1 000 à 1 200 mm.
Pour la période 1971-2000, la température annuelle moyenne est de 11,5 °C, avec une amplitude thermique annuelle de 15,6 °C. Le cumul annuel moyen de précipitations est de 1 357 mm, avec 9,3 jours de précipitations en janvier et 7,8 jours en juillet. Pour la période 1991-2020, la température moyenne annuelle observée sur la station météorologique la plus proche, située sur la commune d'Aston à 8 km à vol d'oiseau, est de 5,9 °C et le cumul annuel moyen de précipitations est de 1 103,9 mm,. Pour l'avenir, les paramètres climatiques de la commune estimés pour 2050 selon différents scénarios d'émission de gaz à effet de serre sont consultables sur un site dédié publié par Météo-France en novembre 2022.

### Milieux naturels et biodiversité

#### Espaces protégés
La protection réglementaire est le mode d’intervention le plus fort pour préserver des espaces naturels remarquables et leur biodiversité associée,.
La commune fait partie du parc naturel régional des Pyrénées ariégeoises, créé en 2009 et d'une superficie de 245 973 ha, qui s'étend sur 138 communes du département. Ce territoire unit les plus hauts sommets aux frontières de l’Andorre et de l’Espagne (la Pique d'Estats, le mont Valier, etc) et les plus hautes vallées des avants-monts, jusqu’aux plissements du Plantaurel.
Un  autre espace protégé est présent sur la commune : 
la « grotte de la Petite Caougno », objet d'un arrêté de protection de biotope, d'une superficie de 0,2 ha.

#### Réseau Natura 2000

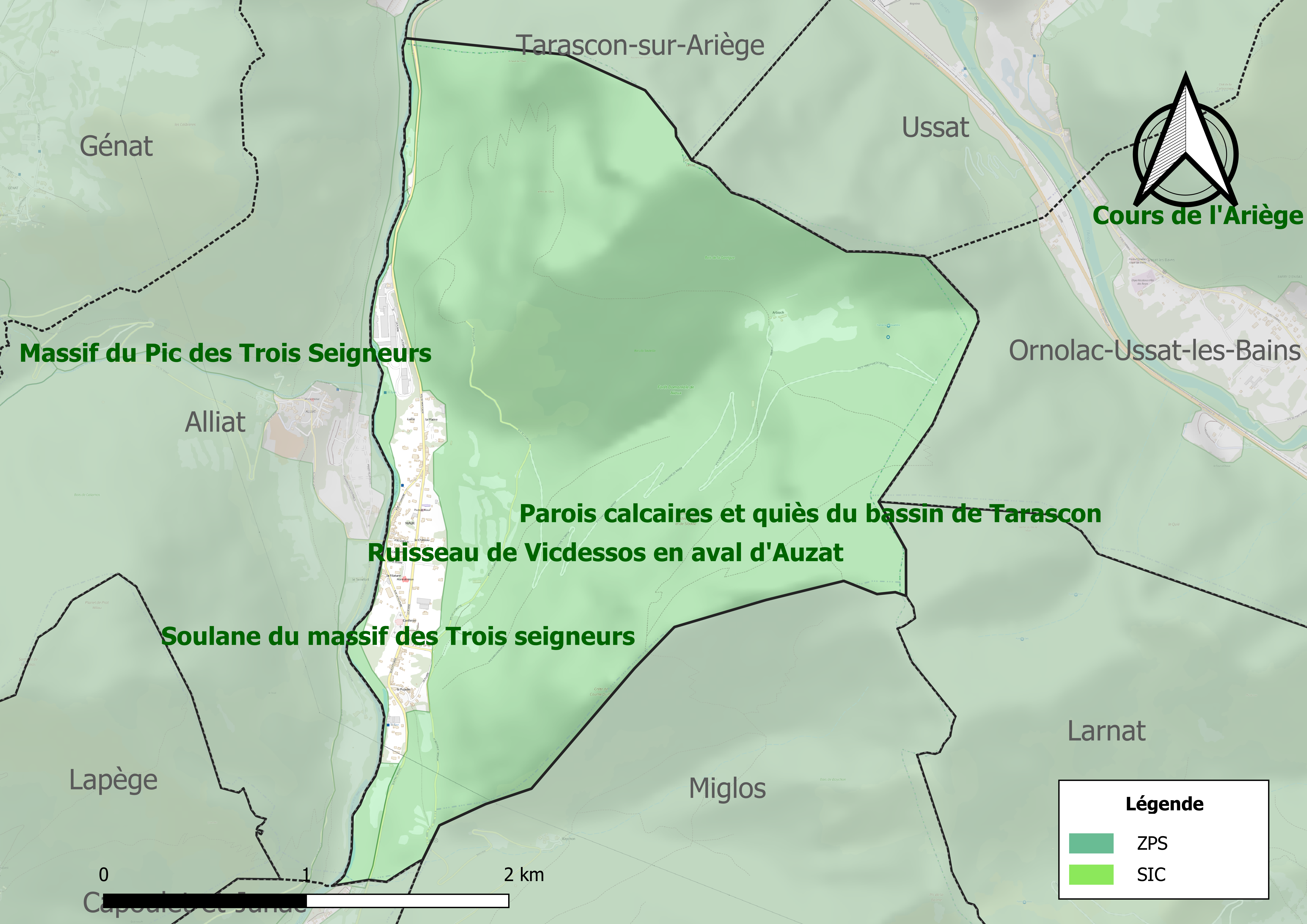
Site Natura 2000 sur le territoire communal.

Le réseau Natura 2000 est un réseau écologique européen de sites naturels d'intérêt écologique élaboré à partir des directives habitats et oiseaux, constitué de zones spéciales de conservation (ZSC) et de zones de protection spéciale (ZPS).
Un site Natura 2000 a été défini sur la commune au titre de la directive habitats :
- les « quiès calcaires de Tarascon-sur-Ariège et grotte de la Petite Caougno », d'une superficie de 2 478 ha, un espace constitué des massifs calcaires de la vallée de l'Ariège avec station "intra pyrénéenne" de nombreuses espèces méditerranéennes[29]

et un au titre de la directive oiseaux : 
- les « quiès calcaires de Tarascon-sur-Ariège et grotte de la Petite Caougno », d'une superficie de 2 479 ha, des milieux rupestres exceptionnels. Sont présents deux couples de vautours percnoptères, l'aigle royal (plusieurs couples), des sites de nidifications pour le faucon pèlerin et le hibou grand-duc[30].

#### Zones naturelles d'intérêt écologique, faunistique et floristique
L’inventaire des zones naturelles d'intérêt écologique, faunistique et floristique (ZNIEFF) a pour objectif de réaliser une couverture des zones les plus intéressantes sur le plan écologique, essentiellement dans la perspective d’améliorer la connaissance du patrimoine naturel national et de fournir aux différents décideurs un outil d’aide à la prise en compte de l’environnement dans l’aménagement du territoire.
Deux ZNIEFF de type 1 sont recensées sur la commune :
les « parois calcaires et quiès du bassin de Tarascon » (8 161 ha), couvrant 58 communes du département, et 
le « ruisseau de Vicdessos en aval d'Auzat » (152 ha), couvrant 8 communes du département
et une ZNIEFF de type 2, : 
les « parois calcaires et quiès de la haute vallée de l'Ariège » (9 891 ha), couvrant 40 communes du département.

Carte des ZNIEFF de type 1 et 2 à Niaux.
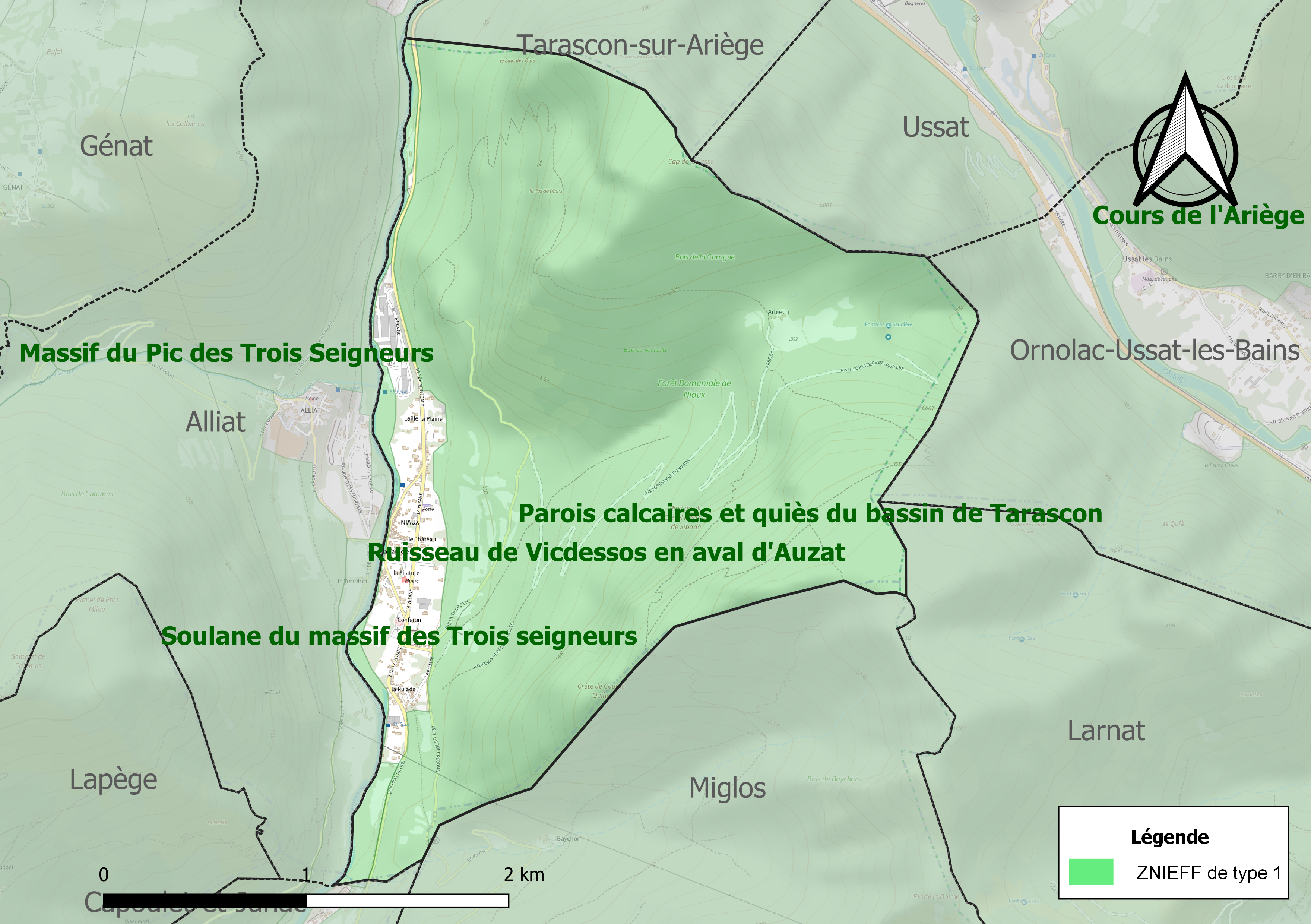
Carte des ZNIEFF de type 1 sur la commune.
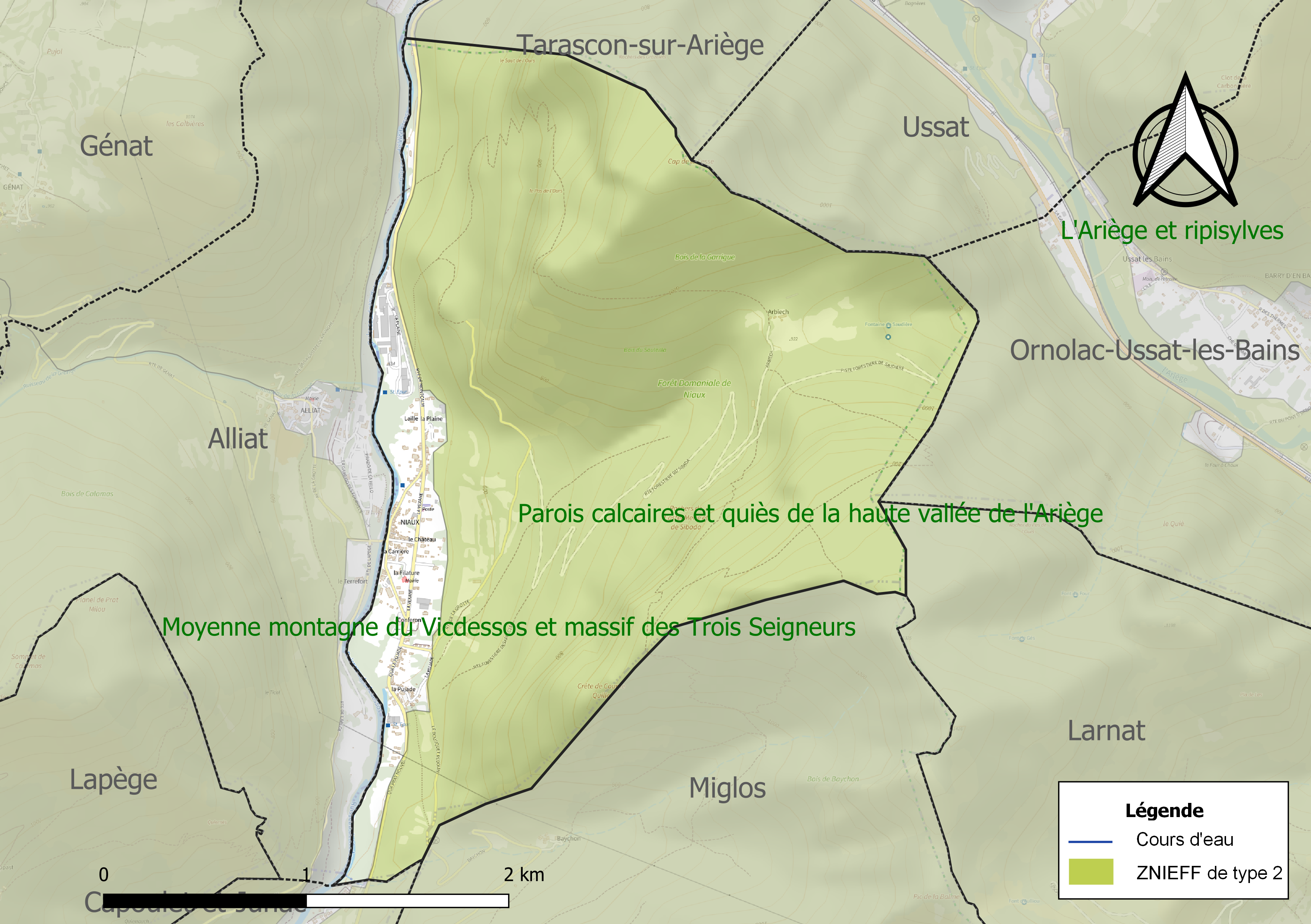
Carte de la ZNIEFF de type 2 sur la commune.

## Urbanisme

### Typologie
Au 1er janvier 2024, Niaux est catégorisée commune rurale à habitat dispersé, selon la nouvelle grille communale de densité à 7 niveaux définie par l'Insee en 2022.
Elle est située hors unité urbaine et hors attraction des villes,.

### Occupation des sols
L'occupation des sols de la commune, telle qu'elle ressort de la base de données européenne d’occupation biophysique des sols Corine Land Cover (CLC), est marquée par l'importance des forêts et milieux semi-naturels (84,1 % en 2018), une proportion identique à celle de 1990 (84,1 %). La répartition détaillée en 2018 est la suivante : 
forêts (80,8 %), zones urbanisées (7 %), prairies (6,7 %), milieux à végétation arbustive et/ou herbacée (3,3 %), zones agricoles hétérogènes (2,1 %). L'évolution de l’occupation des sols de la commune et de ses infrastructures peut être observée sur les différentes représentations cartographiques du territoire : la carte de Cassini (XVIIIe siècle), la carte d'état-major (1820-1866) et les cartes ou photos aériennes de l'IGN pour la période actuelle (1950 à aujourd'hui).

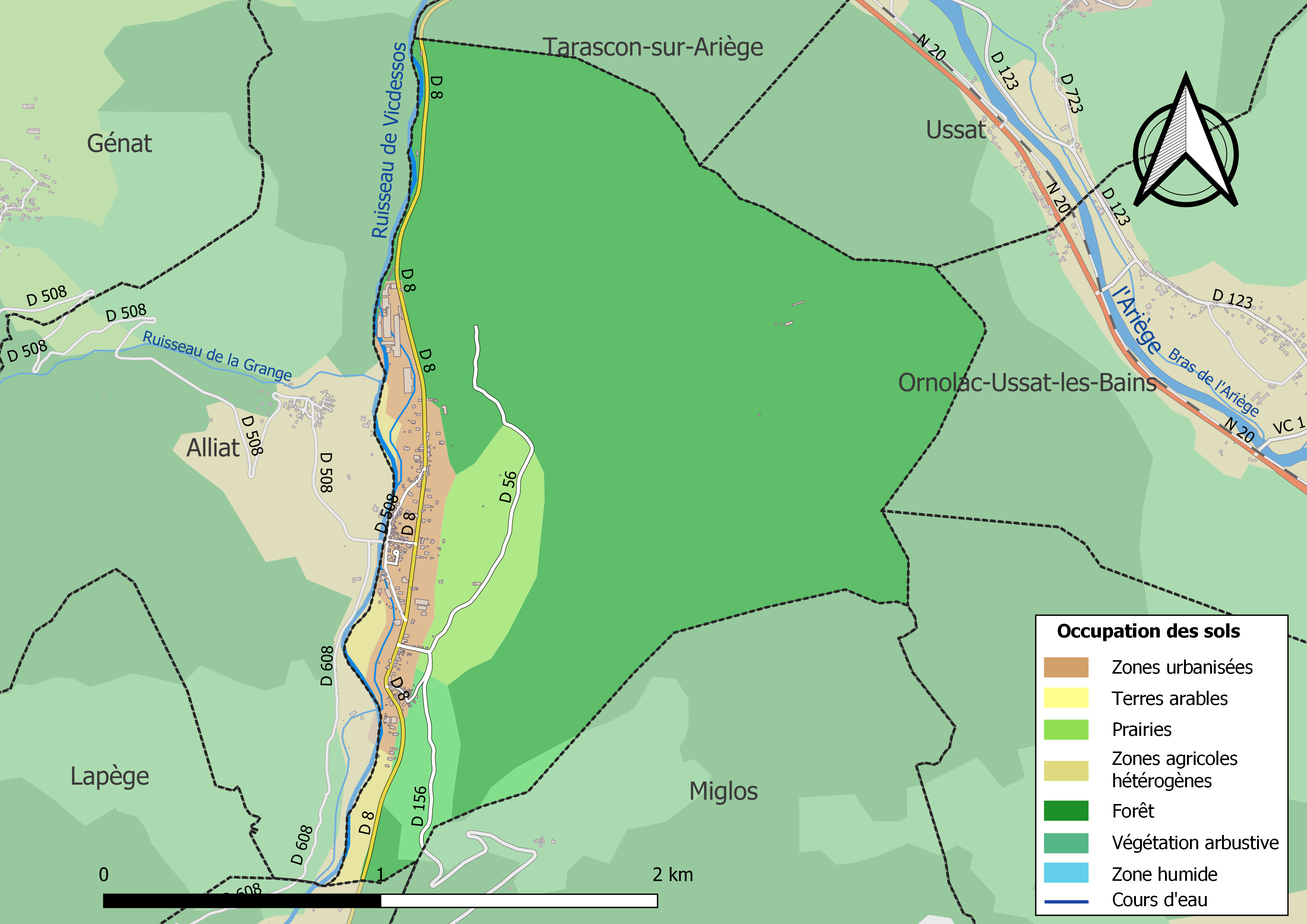
Carte des infrastructures et de l'occupation des sols de la commune en 2018 (CLC).

### Habitat et logement
En 2018, le nombre total de logements dans la commune était de 150, alors qu'il était de 143 en 2013 et de 144 en 2008.
Parmi ces logements, 56,7 % étaient des résidences principales, 33,3 % des résidences secondaires et 10 % des logements vacants. Ces logements étaient pour 90 % d'entre eux des maisons individuelles et pour 10 % des appartements.
Le tableau ci-dessous présente la typologie des logements à Niaux en 2018 en comparaison avec celle de l'Ariège et de la France entière. Une caractéristique marquante du parc de logements est ainsi une proportion de résidences secondaires et logements occasionnels (33,3 %) supérieure à celle du département (24,6 %) et à celle de la France entière (9,7 %). Concernant le statut d'occupation de ces logements, 82,4 % des habitants de la commune sont propriétaires de leur logement (81,3 % en 2013), contre 66,3 % pour l'Ariège et 57,5 % pour la France entière.
| Typologie                                               | Niaux | Ariège | France entière |
| ------------------------------------------------------- | ----- | ------ | -------------- |
| Résidences principales (en %)                           | 56,7  | 65,7   | 82,1           |
| Résidences secondaires et logements occasionnels (en %) | 33,3  | 24,6   | 9,7            |
| Logements vacants (en %)                                | 10    | 9,7    | 8,2            |

### Voies de communication et transports
Accès avec la route nationale 20 puis prendre la route départementale D 8 direction Vicdessos et par le train en gare de Tarascon-sur-Ariège sur la ligne de Portet-Saint-Simon à Puigcerda (frontière).

### Risques majeurs
Le territoire de la commune de Niaux est vulnérable à différents aléas naturels : inondations, climatiques (grand froid ou canicule), feux de forêts, mouvements de terrains et séisme (sismicité modérée). Il est également exposé à un risque technologique,  la rupture d'un barrage,.

#### Risques naturels

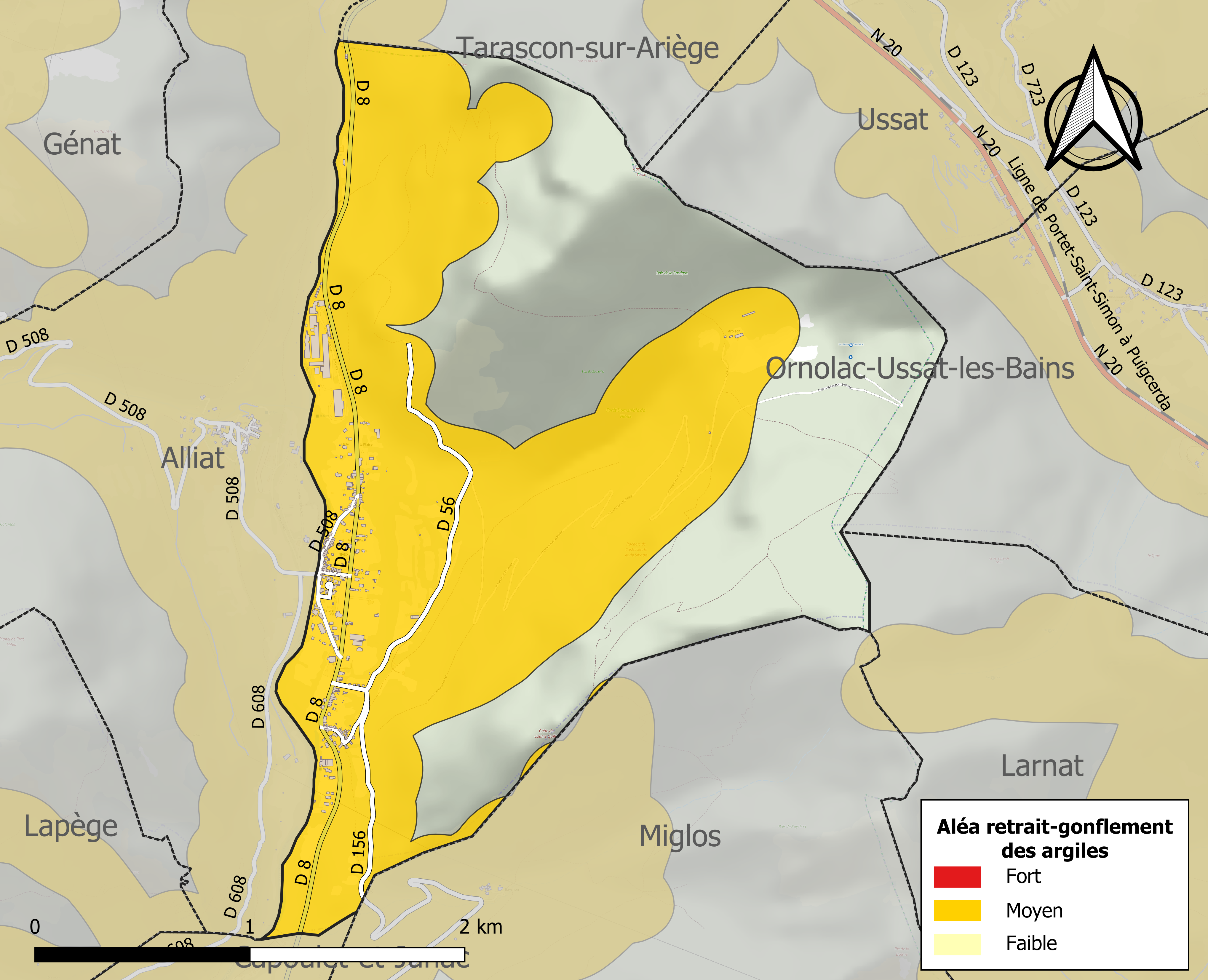
Zonage de l'aléa retrait-gonflement des argiles sur la commune de Niaux.

Certaines parties du territoire communal sont susceptibles d’être affectées par le risque d’inondation par débordement, crue torrentielle d'un cours d'eau, le Vicdessos, ou ruissellement d'un versant.
Les mouvements de terrains susceptibles de se produire sur la commune sont soit des chutes de blocs, soit des glissements de terrains, soit des effondrements liés à des cavités souterraines, soit des mouvements liés au retrait-gonflement des argiles. Près de 50 % de la superficie du département est concernée par l'aléa retrait-gonflement des argiles, dont la commune de Niaux. L'inventaire national des cavités souterraines permet par ailleurs de localiser celles situées sur la commune.
Ces risques naturels sont pris en compte dans l'aménagement du territoire de la commune par le biais d'un plan de prévention des risques (PPR) inondation et mouvement de terrain approuvé le 14 septembre 1999.

#### Risques technologiques
Dans le département de l’Ariège on dénombre cinq grands barrages susceptibles d’occasionner des dégâts en cas de rupture. La commune fait partie des 80 communes susceptibles d’être touchées par l’onde de submersion consécutive à la rupture d’un de ces barrages. Elle est en effet dans la zone de proximité immédiate d'un barrage classé PPI.

## Histoire
La commune est un haut lieu de la préhistoire avec sa grotte ornée de Niaux.
Elle est aussi connue pour ses forges qui remontent au temps des comtes de Foix et sa filature de laine créée en 1867.
Un cinquième de la population mourra du choléra en 1854.

## Politique et administration

### Découpage territorial
La commune de Niaux est membre de la communauté de communes du Pays de Tarascon, un établissement public de coopération intercommunale (EPCI) à fiscalité propre créé le 21 juillet 1994 dont le siège est à Tarascon-sur-Ariège. Ce dernier est par ailleurs membre d'autres groupements intercommunaux.
Sur le plan administratif, elle est rattachée à l'arrondissement de Foix, à la circonscription administrative de l'État de l'Ariège et à la région Occitanie.
Sur le plan électoral, elle dépend du canton du Sabarthès pour l'élection des conseillers départementaux, depuis le redécoupage cantonal de 2014 entré en vigueur en 2015, et de la première circonscription de l'Ariège  pour les élections législatives, depuis le redécoupage électoral de 1986.

### Administration municipale
Le nombre d'habitants au recensement de 2011 étant compris entre 100 et 499, le nombre de membres du conseil municipal pour l'élection de 2014 est de onze,.

### Liste des maires
| Période | Période  | Identité          | Étiquette | Qualité |
| ------- | -------- | ----------------- | --------- | ------- |
| 2001    | 2014     | Christian Delrieu |           |         |
| 2014    | 2020     | Bernard Carlier   |           |         |
| 2020    | En cours | Jean Idarreta     |           |         |

## Population et société

### Démographie
L'évolution du nombre d'habitants est connue à travers les recensements de la population effectués dans la commune depuis 1793. Pour les communes de moins de 10 000 habitants, une enquête de recensement portant sur toute la population est réalisée tous les cinq ans, les populations de référence des années intermédiaires étant quant à elles estimées par interpolation ou extrapolation. Pour la commune, le premier recensement exhaustif entrant dans le cadre du nouveau dispositif a été réalisé en 2008.

En 2022, la commune comptait 151 habitants, en évolution de −13,22 % par rapport à 2016 (Ariège : +1,48 %, France hors Mayotte : +2,11 %).
| 1793 | 1800 | 1806 | 1821 | 1831 | 1836 | 1841 | 1846 | 1851 |
| ---- | ---- | ---- | ---- | ---- | ---- | ---- | ---- | ---- |
| 210  | 211  | 215  | 305  | 351  | 349  | 321  | 358  | 403  |

| 1856 | 1861 | 1866 | 1872 | 1876 | 1881 | 1886 | 1891 | 1896 |
| ---- | ---- | ---- | ---- | ---- | ---- | ---- | ---- | ---- |
| 336  | 335  | 317  | 305  | 282  | 324  | 312  | 228  | 263  |

| 1901 | 1906 | 1911 | 1921 | 1926 | 1931 | 1936 | 1946 | 1954 |
| ---- | ---- | ---- | ---- | ---- | ---- | ---- | ---- | ---- |
| 285  | 306  | 269  | 234  | 211  | 211  | 213  | 181  | 243  |

| 1962 | 1968 | 1975 | 1982 | 1990 | 1999 | 2006 | 2008 | 2013 |
| ---- | ---- | ---- | ---- | ---- | ---- | ---- | ---- | ---- |
| 245  | 228  | 221  | 230  | 226  | 201  | 195  | 193  | 178  |

| 2018 | 2022 | - | - | - | - | - | - | - |
| ---- | ---- | - | - | - | - | - | - | - |
| 156  | 151  | - | - | - | - | - | - | - |

| selon la population municipale des années : | 1968 | 1975 | 1982 | 1990 | 1999 | 2006 | 2009 | 2013 |
| Rang de la commune dans le département      | 160  | 135  | 125  | 110  | 132  | 137  | 146  | 155  |
| Nombre de communes du département           | 340  | 328  | 330  | 332  | 332  | 332  | 332  | 332  |

### Enseignement
Niaux possède une école primaire publique et fait partie de l'académie de Toulouse.

### Culture et festivités
- Musée pyrénéen de Niaux, ouvert en 1982 par Max et Denise Déjean, il comprend plus de 3 000 objets d'art et tradition populaires. Le réalisateur Bertrand Tavernier utilisera certains outils pour son film La passion Béatrice tourné au château de Puivert en 1987.

### Écologie et recyclage
Une minuscule arachnide, le palpigrade Eukoenenia bouilloni est une espèce endémique de la grotte de Niaux.

## Économie

### Revenus
En 2018, la commune compte 79 ménages fiscaux, regroupant 146 personnes. La médiane du revenu disponible par unité de consommation est de 19 640 € (19 820 € dans le département).

### Emploi
| Division       | 2008  | 2013   | 2018   |
| -------------- | ----- | ------ | ------ |
| Commune        | 5,6 % | 9,5 %  | 10,3 % |
| Département    | 8,9 % | 11,1 % | 11,2 % |
| France entière | 8,3 % | 10 %   | 10 %   |

En 2018, la population âgée de 15 à 64 ans s'élève à 87 personnes, parmi lesquelles on compte 72,4 % d'actifs (62,1 % ayant un emploi et 10,3 % de chômeurs) et 27,6 % d'inactifs,. En  2018, le taux de chômage communal (au sens du recensement) des 15-64 ans est inférieur à celui du département, mais supérieur à celui de la France, alors qu'en 2008 il était inférieur à celui de la France.
La commune est hors attraction des villes,. Elle compte 147 emplois en 2018, contre 170 en 2013 et 155 en 2008. Le nombre d'actifs ayant un emploi résidant dans la commune est de 54, soit un indicateur de concentration d'emploi de 273 % et un taux d'activité parmi les 15 ans ou plus de 44,4 %.
Sur ces 54 actifs de 15 ans ou plus ayant un emploi, 18 travaillent dans la commune, soit 33 % des habitants. Pour se rendre au travail, 77,8 % des habitants utilisent un véhicule personnel ou de fonction à quatre roues, 16,7 % s'y rendent en deux-roues, à vélo ou à pied et 5,6 % n'ont pas besoin de transport (travail au domicile).

### Activités

#### Les forges de Niaux
Les forges de Niaux est une entreprise bicentenaire appartenant à la même famille depuis 1881. Elle s'est spécialisée dans la fabrication de disques pour des engins agricoles de travail du sol avec un développement vers l'exportation dès 1952. Avec 120 salariés, l'entreprise est devenue le leader européen sur ce type de produits malgré les contraintes liées à l'éloignement de Niaux. Après une vaine hypothèse de dédoublement du site à Tarascon-sur-Ariège, l'entreprise va se recentrer sur Pamiers fin 2021 en investissant pour cela 13 millions d'euros dans une unité de 8 000 m2.

#### Filature
Depuis 1867, avec la famille Laffont, le travail de la laine s'était développé de la production ovine à l'obtention du fil. En 2015, Sibada laines reprend la filature relance la production progressivement en réinvestissant sur l'outil de production.

## Culture locale et patrimoine

### Lieux et bâtiments
- Grotte de Niaux
- Château de Castel Merle
- Église Saint-Vincent
- Musée pyrénéen de Niaux

### Personnalités liées à la commune
- René Clastres (1908-1967), conservateur de la grotte de Niaux.
- Alexandre Rauzy, ancien conseiller général du canton de Tarascon-sur-Ariège, ancien député de l'Ariège. décédé le samedi 2 avril 1977 à Foix. Est inhumé à Niaux.
- Le père de Bernard Tapie est né sur la commune le 18 juillet 1920.

## Pour approfondir